# 阿拉波埃马
阿拉波埃马是巴西托坎廷斯州的一个市镇。总面积1552.207平方公里，总人口6839人，人口密度4.4人/平方公里。